# Чалмерс (Индијана)
Чалмерс (енгл. Chalmers) град је у америчкој савезној држави Индијана.

## Демографија
По попису из 2010. године број становника је 508, што је 5 (-1,0%) становника мање него 2000. године.
| Група             | 2000.       | 2010.       |
| Белци             | 505 (98,4%) | 492 (96,9%) |
| Афроамериканци    | 0 (0,0%)    | 0 (0,0%)    |
| Азијати           | 0 (0,0%)    | 1 (0,2%)    |
| Хиспаноамериканци | 6 (1,2%)    | 11 (2,2%)   |
| Укупно            | 513         | 508         |